# Йон Дінке
Йон Дінке (рум. Ion Dincă; *3 листопада 1928, Кобія, Димбовіца — †9 січня 2007, Бухарест) — румунський політик, генерал, видатний діяч режиму Ніколае Чаушеску. Був військовим радником президента Чаушеску, главою адміністрації Бухареста. Засуджений після перемоги Румунської революції. Звільнений достроково.

## Кар'єра при Чаушеску

### Військовий радник
З 1947 працював токарем в Фегераш. Вступив в правлячу Румунську робітничу партію — згодом РКП. Отримав направлення на навчання у військовій академії. Закінчив два заклади з курсів політичного керівництва і штабного командування. З 1961 — генерал-майор, з 1969 — генерал-лейтенант.
У 1968 Дінке став начальником армійського політуправління і радником президента Ніколае Чаушеску з військових питань. У 1970 — заступник голови ради міністрів. З 1972 — член ЦК РКП.

## «Страшний мер»
У 1976-1979 Дінке очолював партійну організацію і міську адміністрацію Бухареста. Під його керівництвом реалізовувалася програма знесення історичних будівель і зведення помпезних адміністративних об'єктів, покликаних увіковічнити «золоту епоху Чаушеску». Дінке заробив в Бухаресті репутацію «страшного примара», який тримав в кабінеті пістолет на столі. Він особисто спостерігав за знесенням старих церков.

## Te-leagă
У 1979-1980 Дінке займав урядові посади віце-прем'єра і міністра промисловості.
Генерал Дінке вважався одним з найближчих підручних Ніколае Чаушеску. В останні роки режиму він був негласним куратором силових структур, включаючи «Секурітате». Дінке виступав послідовним провідником сталіністської політики режиму. Він викликав побоювання навіть у вищих шарах партійної еліти, де отримав прізвисько Te-leagă, що перекладається як «Ви заарештовані».

## Революція, арешт і суд
17 грудня 1989 Дінке брав участь в засіданні політвиконкому ЦК РКП, на якому приймалося рішення про силове придушення протестів. Поряд з Ніколае і Еленою Чаушеску, Манею Менеску, Емілем Бобу і Тудором Постелніку, він вважався головним винуватцем кровопролиття.
Після перемоги революції Дінке був заарештований, постав перед судом і засуджений до довічного ув'язнення. Однак вирок був замінений на 15 років, а в 1994 Дінке був достроково звільнений за станом здоров'я.

## Життя після ув'язнення
Після арешту в грудні 1989 Дінке висловлював каяття за скоєне на службі у Чаушеску. Однак після виходу з в'язниці він став підкреслювати свої досягнення комуністичного періоду, особливо в господарській сфері:
| Я не сумую за комунізмом. Але хочу сказати, що створив сотні економічних об'єктів. |
Дінке різко критикував президента Румунії Йона Ілієску, який прийшов до влади в результаті грудневих подій 1989:
| Це негідник. Він був одним з нас, ми будували комунізм разом. Але я, разом з іншими моїми колегами, модернізував країну. А Ілієску займався пропагандою і політикою. |
Після звільнення Дінке працював менеджером в бізнес-структурі свого зятя, великого підприємця Ніколае Баді. Був акціонером бухарестського ФК «Динамо». Дві дочки Дінке, що служили в контррозвідці перекладачками з арабського, одружені з бізнесменами.
Помер від інсульту. Похований в Бухаресті на військовому цвинтарі Ghencea Militar.

## Цікаві факти
За даними румунських ЗМІ, до найближчого оточення Дінке належав Думітру Бесеску — батько президента Румунії Траяна Бесеску. Стверджується, ніби сім'я Бесеску користувалася заступництвом Дінке.